# Adrián Araujo
Adrián Araujo Sánchez (Barcellona, 14 agosto 1981) è un pilota motociclistico spagnolo ritiratosi dall'attività agonistica.

## Carriera
Per quanto riguarda le competizioni del motomondiale, esordisce nel 1998 grazie ad una wild card in occasione del GP di Valencia, gareggiando nella classe 125 con una Honda. Sempre nel 1998 si classifica trentaquattresimo nel campionato europeo Classe 125. 
Nel motomondiale 1999, di nuovo alla guida di una Honda, partecipa ai tre gran premi che si disputano in territorio spagnolo; in nessuna delle due prime stagioni riesce a conquistare punti validi per la classifica iridata.
Nella stagione 2000, sempre senza cambiare classe gareggia per quasi tutta la stagione come pilota titolare per il team Antinucci Racing e ottiene i suoi primi punti, concludendo 33º nella classifica generale; nel 2001 subentra a stagione in corso alla guida di una Honda del team Liégeois Compétition, ottenendo un risultato a punti che gli vale il 31º posto nella classifica generale.
In ambito nazionale nel 2011 vince il titolo nel campionato monomarca Kawasaki Ninja Cup.

## Risultati nel motomondiale
| 1998 | Classe | Moto  |  |  |  |  |  |  |  |  |  |  |  |     |  |  |  |  | Punti | Pos. |
| ---- | ------ | ----- |  |  |  |  |  |  |  |  |  |  |  | --- |  |  |  |  | ----- | ---- |
| 1998 | 125    | Honda |  |  |  |  |  |  |  |  |  |  |  | Rit |  |  |  |  | 0     |      |

| 1999 | Classe | Moto  |  |  |     |  |  |    |  |  |  |  |  |     |  |  |  |  | Punti | Pos. |
| ---- | ------ | ----- |  |  | --- |  |  | -- |  |  |  |  |  | --- |  |  |  |  | ----- | ---- |
| 1999 | 125    | Honda |  |  | Rit |  |  | 17 |  |  |  |  |  | Rit |  |  |  |  | 0     |      |

| 2000 | Classe | Moto  |    |     |    |  |  |    |     |     |    |  |    |    |     |  |  |  | Punti | Pos. |
| ---- | ------ | ----- | -- | --- | -- |  |  | -- | --- | --- | -- |  | -- | -- | --- |  |  |  | ----- | ---- |
| 2000 | 125    | Honda | 18 | Rit | 20 |  |  | 23 | Rit | Rit | NP |  | NP | 14 | Rit |  |  |  | 2     | 33º  |

| 2001 | Classe | Moto  |  |  |  |  |  |    |    |    |     |    |    |    |    |     |    |    | Punti | Pos. |
| ---- | ------ | ----- |  |  |  |  |  | -- | -- | -- | --- | -- | -- | -- | -- | --- | -- | -- | ----- | ---- |
| 2001 | 125    | Honda |  |  |  |  |  | 24 | 13 | 21 | Rit | 22 | 17 | 24 | 21 | Rit | 23 | 16 | 3     | 31º  |

| Legenda | 1º posto        | 2º posto            | 3º posto            | A punti      | Senza punti        | Grassetto – Pole position Corsivo – Giro più veloce |
| Legenda | Gara non valida | Non qual./Non part. | Ritirato/Non class. | Squalificato | '-' Dato non disp. | Grassetto – Pole position Corsivo – Giro più veloce |